# Igor Papič
Igor Papič (ur. 24 maja 1966 w Lublanie) – słoweński inżynier i nauczyciel akademicki, profesor, w latach 2017–2021 rektor Uniwersytetu Lublańskiego, od 2022 minister.

## Życiorys
W 1992 został absolwentem wydziału elektrotechnicznego na Uniwersytecie Lublańskim. Na tym samym wydziale uzyskiwał magisterium (1995) i doktorat (1998). Jako nauczyciel akademicki zawodowo związany z macierzystą uczelnią, na której doszedł do stanowiska profesora. W latach 1994–1996 pracował w jednym z przedsiębiorstw wchodzących w skład koncernu Siemens. Gościnnie wykładał m.in. na Uniwersytecie Manitoby i Uniwersytecie Alberty. W pracy badawczej zajął się takimi zagadnieniami jak kompensatory aktywne, urządzenia FACTS czy problematyka sieci inteligentnych. Został wiceprzewodniczącym słoweńskiego stowarzyszenie elektroenergetycznego CIGRE-CIRED.
Na Uniwersytecie Lublańskim objął funkcję kierownika laboratorium sieci i urządzeń elektroenergetycznych. Zajmował stanowiska prodziekana do spraw edukacji (2011–2013) oraz dziekana (2013–2017) wydziału elektrotechnicznego. Wybrany na rektora stołecznego uniwersytetu na kadencję 2017–2021.
W 2022 zaangażował się w działalność polityczną w ramach ugrupowania Ruch Wolności Roberta Goloba. W czerwcu tegoż roku powołany na ministra edukacji, nauki i sportu w rządzie lidera tej partii. Złożył rezygnację w styczniu 2023; w tymże miesiącu w tym samym gabinecie objął nowo utworzone stanowisko ministra szkolnictwa wyższego, nauki i innowacji.